# 蔡鴻鵬
蔡鴻鵬，前中華民國羽球協會秘書長，曾任民進黨社會發展部副主任，2002年參加民進黨台北市議員初選落敗。亦為冠鈞公司董事長，該公司曾多次贊助中華羽協舉辦或參與之賽事。在球鞋爭議事件之後，蔡鴻鵬決定辭去中華羽協秘書長職務。

## 爭議
2016年8月17日，里約奧運期間召開記者會表示「奧運羽球選手戴資穎因為穿了非國家隊球鞋，將送紀律委員會懲戒。」但戴資穎在臉書上控訴，因為贊助商YONEX提供的球鞋常於出國比賽前才寄到，沒有時間適應且尺寸不合，經常打到腳底破皮流血、起水泡，因此奧運比賽時未穿著YONEX球鞋。蔡鴻鵬的懲處之說，引起社會輿論譁然與指責。